# Warnowiaceae
Warnowiaceae son una familia de dinoflagelados tecados (un diverso grupo de eucariotas unicelulares). Los miembros de la familia son conocidos como warnówidos. La familia es conocida por una estructura subcelular sensible a la luz conocida como oceloide, una disposición de alta complejidad de orgánulos con una estructura directamente análoga a los ojos de los organismos multicelulares. Este ojo ha mostrado estar compuesta por varios tipos de endosimbiontes, es decir, una mitocondria y al menos un tipo de plástido.

## Hábitat y estilo de vida
Los warnóvidos se encuentran en el plancton marino, pero son muy poco frecuentes en la mayoría de muestras de plancton. Se conoce poco sobre su historia vital porque no pueden ser cultivados en un laboratorio, y las muestras obtenidas del ambiente natural no sobreviven bien bajo las condiciones del laboratorio. Los estudios de muestras silvestres han mostrado pruebas de estructuras distintivas llamadas tricocistos en las vacuolas celulares de warnówidos, sugiriendo que su presa puede ser otro dinoflagelado. A pesar de la complejidad del oceloide, la dificultad experimental de trabajar con las células ha evitado el estudio experimental del comportamiento hacia la luz conocido como fototaxis.

## Taxonomía
La familia contiene ocho géneros reconocidos. Las descripciones de género y especie dentro de la familia han sido muy complicada por los complejos cambios morfológicos durante el ciclo vital y en respuesta al ambiente, y la sistemática de este grupo no está actualmente bien definida.

## Estructuras subcelulares
Los warnówidos son un grupo que posee estructuras subcelulares inusualmente complejas. El oceloide es reconocido como un carácter sinapomórfico de los warnówidos.
Otra compleja estructura celular, como los nematocistos, tricocistos y pistones, están presentes en algunos, que no todos, warnówidos y son compartidos con los dinoflagelados policricoides, los miembros existentes más próximos según lo definido por la filogenética molecular.

## Galería
| Light micrograph of a cell, translucent pink with darkly pigmented ocelloid retinal body at upper left and light, straight piston projection at bottom center. |
| Aislado de Erythropsidinium. Barra de escala 20 µm. |

| Micrografía de una célula, marrón translúcida, con un núcleo teñido más claro en el centro y un oceloide visible en la porción inferior derecha como una región clara (hialosoma) junto a una región oscura (cuerpo retinal). |
| Aislado de Nematodinium. Barra de escala 10 µm. |

| Micrografía de una célula, translúcida con bordes púrpuras, con un oceloide visible en la zona inferior derecha. |
| Un aislado de Warnowia. Barra de escala 10 µm.                                                                   |